# Bruno Vicino
Bruno Vicino (Villorba, 7 de setembro de 1952) é um desportista italiano que competiu no ciclismo nas modalidades de pista, especialista na prova de meio fundo, e rota.
Ganhou seis medalhas no Campeonato Mundial de Ciclismo em Pista entre os anos 1980 e 1986.
Uma vez retirado, dirigiu diferentes equipas, especialmente a Saeco e a UAE Emirates.

## Medalheiro internacional
| Campeonato Mundial | Campeonato Mundial                 | Campeonato Mundial | Campeonato Mundial |
| Ano                | Lugar                              | Medalha            | Competição         |
| ------------------ | ---------------------------------- | ------------------ | ------------------ |
| 1980               | Besançon ( França)                 | Medalha de bronze  | Meio fundo (P)     |
| 1981               | Brno ( Tchecoslováquia)            | Medalha de prata   | Meio fundo (P)     |
| 1982               | Leicester ( Reino Unido)           | Medalha de bronze  | Meio fundo (P)     |
| 1983               | Zurique ( Suíça )                  | Medalha de ouro    | Meio fundo (P)     |
| 1985               | Bassano ( Itália)                  | Medalha de ouro    | Meio fundo (P)     |
| 1986               | Colorado Springs ( Estados Unidos) | Medalha de ouro    | Meio fundo (P)     |

## Palmarés em estrada
- 1973

 Campeão da Itália em estrada amador
Vencedor de uma etapa na Volta à Polónia

### Resultados no Giro de Itália
- 1974. Expulso (11. ª etapa)
- 1975. 61.º da classificação geral
- 1976. Abandona (18. ª etapa)
- 1977. 64.º da classificação geral
- 1978. 89.º da classificação geral
- 1979. 105.º da classificação geral
- 1980. 142.º da classificação geral

### Resultados no Tour de France
- 1975. Abandona (7. ª etapa)

## Palmarés em pista
- 1978

 Campeão da Itália de Stayer
- 1980

 Campeão da Itália de Stayer
- 1981

 Campeão da Itália de Stayer
- 1983

 Campeão do Mundo de Stayer
 Campeão da Itália de Stayer
- 1984

 Campeão da Itália de Stayer
- 1985

 Campeão do Mundo de Stayer
 Campeão de Itália de Stayer
- 1986

 Campeão do Mundo de Stayer